# Emarginula longifissa
Emarginula longifissa is een slakkensoort uit de familie van de Fissurellidae. De wetenschappelijke naam van de soort is voor het eerst geldig gepubliceerd in 1866 door G.B. Sowerby II.